# Adolf zu Schaumburg-Lippe

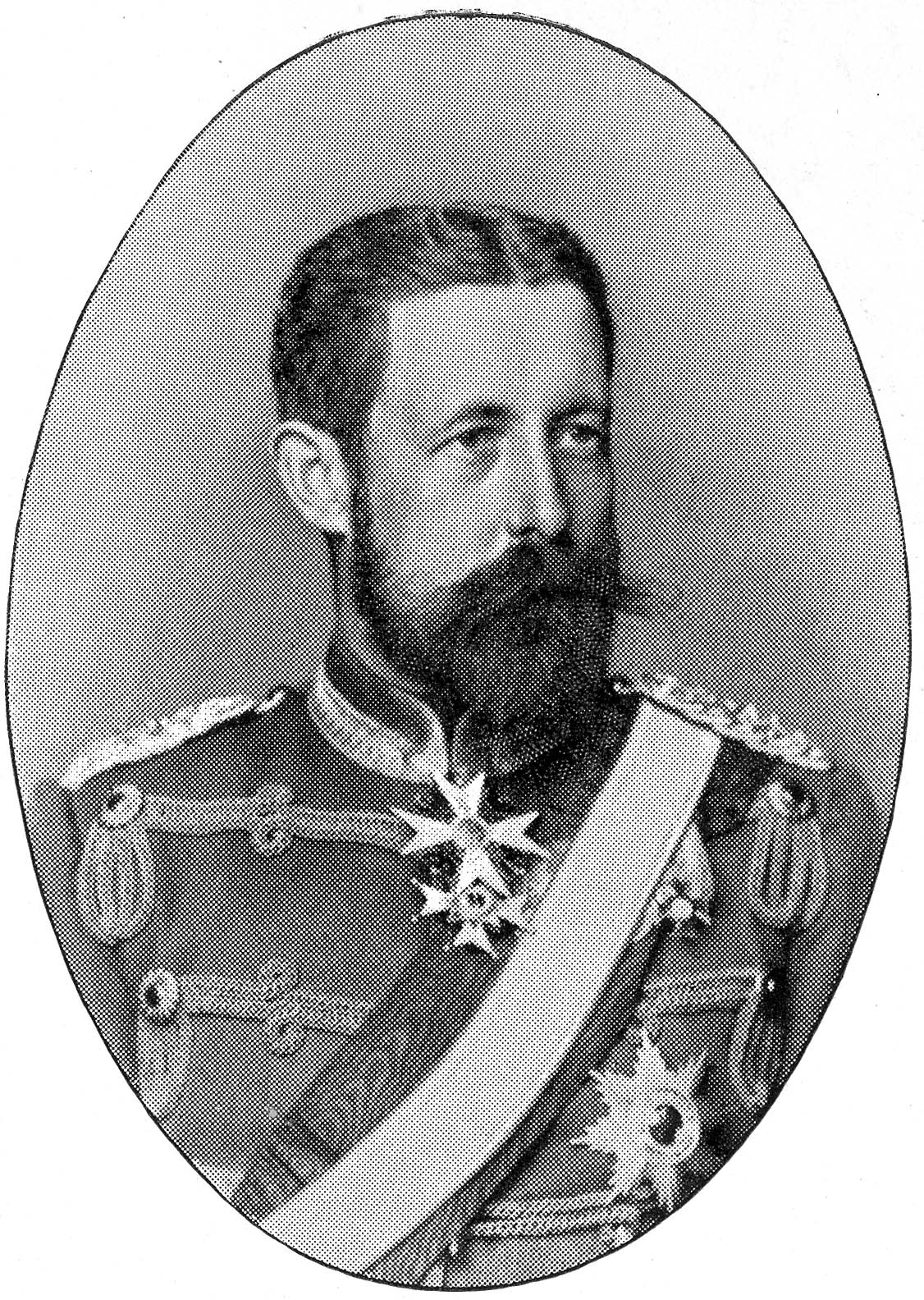
Prinz Adolf zu Schaumburg-Lippe

Adolf zu Schaumburg-Lippe, vollständiger Name Adolf Wilhelm Viktor zu Schaumburg-Lippe (* 20. Juli 1859 in Bückeburg; † 9. Juli 1916 in Bonn) war ein deutscher Prinz aus dem Hause Schaumburg-Lippe und preußischer General der Kavallerie. In den Jahren von 1895 bis 1897 führte er für den Fürsten Alexander zur Lippe-Detmold die Regentschaft des Fürstentums Lippe.

## Leben
Adolf war der vierte Sohn des Fürsten Adolf I. Georg zu Schaumburg-Lippe (1817–1893) und seiner Frau Hermine (1827–1910), jüngste Tochter des Fürsten Georg II. zu Waldeck und Pyrmont und der Prinzessin Emma von Anhalt-Bernburg-Schaumburg-Hoym.
Zusammen mit seinem fünf Jahre älteren Bruder Otto Heinrich zu Schaumburg-Lippe wurde er von 1872 bis 1874 von Hubert Maximilian Ermisch (1850–1932) erzogen. Ermisch wurde später ein bekannter Archivar und Historiker.
Im Jahre 1890 lernten sich Prinz Adolf und Prinzessin Viktoria Friederike Amalie von Preußen, die zweite Tochter des Deutschen Kaisers Friedrich III. und seiner Frau, der Princess Royal Victoria von Großbritannien und Irland, bei einem Besuch der Fürstin Marie zu Wied-Neuwied, Mutter der Königin Elisabeth von Rumänien, kennen. Am 19. November 1890 heiratete er Prinzessin Viktoria in Berlin. Nach einer ausgedehnten Hochzeitsreise in verschiedene Länder nahm das Paar den Wohnsitz im Palais Schaumburg in Bonn. Nach einer Fehlgeburt blieb die Ehe kinderlos.
Angesichts der Kinderlosigkeit des Fürsten Woldemar zur Lippe-Detmold (1824–1895) und seines entmündigten Bruders Alexander zur Lippe-Detmold (1831–1905) und der sich daraus ergebenden Schwierigkeiten für die Erbfolge versuchte Woldemar die Ereignisse zu präjudizieren. Aufgrund persönlicher Abneigung und beseelt von dem Wunsch, sein Land einem Mitglied eines regierenden Fürstenhauses zu vererben, bestimmte er in seinem Testament den Prinzen Adolf, den Schwager Kaiser Wilhelms II., zu seinem Nachfolger und entfachte dadurch den lippischen Thronstreit. Um die Nachfolge stritten sich drei verwandte Familien: die fürstliche Linie Schaumburg-Lippe und die beiden gräflichen Linien Lippe-Biesterfeld und Lippe-Weißenfeld.
Durch das Eingreifen des deutschen Kaisers erregte der dadurch entstandene Lippische Erbfolgestreit das Weltinteresse. Es kam 1895 zu einer Einigung zwischen Landtag und dem Regenten Adolf zu Schaumburg-Lippe, wonach sie sich einer schiedsrichterlichen Entscheidung unterwerfen wollten, bis zu welcher letzterer die Regentschaft führen sollte. Diese Entscheidung wurde am 22. Juni 1897 getroffen von einem Schiedsgericht unter dem Vorsitz von König Albert I. von Sachsen, wodurch das Erbfolgerecht des Grafen Ernst zur Lippe-Biesterfeld (1842–1904) anerkannt wurde.
Adolf diente in dem seit 1852 in Bonn stationierten Husaren-Regiment „König Wilhelm I.“ (1. Rheinisches) Nr. 7. Außerdem stand er à la suite des Westfälischen Jäger-Bataillons Nr. 7 in Bückeburg. Im Ersten Weltkrieg leitete er das Stellvertretende Generalkommando des VIII. Armee-Korps in Bonn.
Er war Mitglied des Corps Borussia Bonn (1882) und des Corps Saxonia Göttingen (1890).

## Titel, Orden und Ehrungen
- Großkreuz des Ordens der Württembergischen Krone im Jahre 1892[5]
- Ritter des Schwarzen Adlerordens mit der Kette[6]